# ワジム・ハムツキフ
ヴァヂーム・アナトーリエヴィチ・ハムツキーフ（ロシア語: Вадим Анатольевич Хамутцких, 1969年11月26日 - 2021年12月31日）は、ロシアの男子バレーボール選手、指導者。チェリャビンスク州・アシャ出身。ポジションはセッター。元ロシア代表。

## 来歴
1989年、ソ連リーグのトルペード・チェリャビンスクに入団。ロストフ・ナ・ドヌを経て、1993年にロシアスーパーリーグのベロゴリエ・ディナモへ移籍。1999年から2シーズン、トルコリーグのクラブでプレーしたのち、2001年にベルゴロドに復帰した。ベルゴロドでは合わせて6度のリーグ優勝とロシアカップ優勝、CEVチャンピオンズリーグ連覇を果たし、ディナモ・カザン在籍時の2007年にもリーグ優勝を経験した。
1996年、ナショナルチーム代表となり、ロシア代表のセッターとしてオリンピックに4大会連続出場し、2000年シドニーオリンピックで銀メダル、2004年アテネオリンピック、2008年北京オリンピックで銅メダルを獲得した。
2002年ワールドリーグでは初優勝に貢献するとともに、ベストサーバー賞とベストセッター賞を受賞、準優勝した2007年欧州選手権ではベストセッター賞を受賞した。
2013年からはガスプロム・ユグラ・スルグトの指導に当たった。

## 球歴
ナショナルチーム代表歴
- オリンピック - 2000年（銀メダル）、2004年（銅メダル）、2008年（銅メダル）
- 世界選手権 - 2002年（銀メダル）
- ワールドカップ - 1999年（金メダル）、2007年（銀メダル）
- ワールドリーグ - 2002年（優勝）、1998年、2007年（準優勝）、1996年、2001年、2008年（3位）
- 欧州選手権 - 1999年、2007年（準優勝）、2001年、2003年（3位）

クラブチーム優勝歴
- ロシアリーグ - 1997年、1998年、2002年、2003年、2004年、2005年、2007年
- ロシアカップ - 1995年、1996年、1997年、1998年、2003年、2005年
- 欧州チャンピオンズリーグ - 2003年、2004年

## 所属クラブ
- トルペード・チェリャビンスク （1989-1990年）
- SKAロストフ・ナ・ドヌ （1992-1993年）
- ベロゴリエ・ディナモ （1993-1999年）
- エルデミル・スポル （1999-2001年）
- ロコモティフ・ベロゴリエ （2001-2006年）
- ディナモ・カザン （2006-2007年）
- ファケル・ノヴィ・ウレンゴイ （2007-2008年）
- ロコモティフ・ベロゴリエ （2008-2009年）
- ヤロスラヴィチ・ヤロスラヴリ （2009-2011年）
- ベロゴリエ・ベルゴロド（2011-2013年）
- ヤロスラヴィチ・ヤロスラヴリ（2013年）
- ガスプロム・ユグラ・スルグト（2013年）

## 指導歴
- ガスプロム・ユグラ・スルグト（2013-2014年）